# Phoebastria anglica
Phoebastria anglica — викопний вид альбатросів, залишки якого були знайдені в американському штаті Флорида. Цей вид альбатросів цікавий тим, що вказує на наявність цих птахів, атлантичні види яких зараз мешкають виключно в південній півкулі, значно північніше їх сучасного ареалу. Цей птах був схожим за розміром з альбатросом королівським (Diomedea epomophora), але нагадував морфологічними деталями альбатроса жовтоголового (Phoebastria albatrus). Пізніше була остаточно доведена спорідність цього виду із родом Phoebastria.